# 尚爱松
尚爱松（1918年11月27日—2006年5月28日），曾用名尚松，江苏铜山人，中国学者，中央工艺美术学院（现清华大学美术学院）教授，中央文史研究馆馆员。

## 生平
1941年毕业于国立中央大学。